# Lagrein
Lagrein ist eine Rotweinsorte, die aus Südtirol stammt und dort hauptsächlich kultiviert wird. Aus ihr werden Rosé- und Rotweine gekeltert: Die Roséweine heißen Lagrein Kretzer oder Lagrein Rosato, die Rotweine heißen Lagrein Dunkel bzw. Lagrein scuro, neuerdings auch nur mehr einfach Lagrein. Lagrein ergibt meist kräftige, dunkle und charaktervolle Rotweine.

## Abstammung und Herkunft
Lagrein ist eine natürliche Kreuzung von Vernatsch × Teroldego aus Italien.
Bis ins 18. Jahrhundert war mit „Lagrein“ meist der Weiße Lagrein gemeint, der seit dem Mittelalter bis in die Neuzeit wahrscheinlich die bedeutendste Südtiroler Sorte war. Erstmals bezeugt ist das „bonum Lagrinum“ (guter Lagreinwein) in einer Traminer Urkunde von 1379, während Bozner Quellen von 1420 den „lägrein wein“ und von 1498 den „gueten weissen Lagrein“ ausdrücklich nennen. Der Rote Lagrein ist auch in der Landesordnung von Michael Gaismair um 1525 erwähnt:

„[…] und die öden weingarten soll man zu glasuren machen, rot lagrein darynnen anlegen und verjhieren wein machen wie im wälschland […]“

Erst seit dem 20. Jahrhundert wird unter Lagrein allgemein die rote Sorte verstanden.

## Ampelografische Merkmale
- Die Triebspitze ist grün und filzig behaart.
- Der hängende Triebwuchs und die Geiztriebbildung sind sehr stark.
- Das Blatt ist mittelgroß bis groß, drei- bis fünflappig und wenig gebuchtet.
- Bei der Traube unterscheidet man zwei Typen:
  - langstieliger Typ: Trauben sind größer und lockerer; sehr fruchtbar und den
  - kurzstieligen: Trauben kleiner, weniger fruchtbar und reifen früher
- Die Beeren sind mittelgroß, braunschwarz gefärbt und besitzen eine harte Beerenhaut. Das Fruchtfleisch ist saftig und hat einen fruchtigen Geschmack.[5]

Reife: spät

## Ertrag
Je nach Trauben-Typ sind die Erträge mittelhoch bis hoch. Für eine hohe Weinqualität sind ein ausgeglichenes Wachstum und gut belichtete Trauben aber Voraussetzung.

## Eigenschaften, Ansprüche
- Vorteilhaft ist die gute Winterfrostwiderstandfähigkeit. Die Neigung zu Stiellähme und Traubenwelke ist gering.
- Nachteilig sind die Anfälligkeit gegen Rebzikade sowie die hohe Anfälligkeit gegen Oidium und Peronospora. Wegen der hängenden Triebentwicklung ist ein frühzeitiges Heften notwendig. Die häufige Laubarbeit in der Traubenzone zum Freistellen der Trauben verursacht einen höheren Arbeitsaufwand. Ungeeignet sind humusreiche, schwere Böden. Sie verstärken das schon starke Wachstum.
- Die Sorte stellt hohe Lageansprüche, da sie sehr wärmeliebend ist.
- Gute Gegebenheiten findet die Sorte im warmen Bozner Talkessel auf Flussschotterböden vor.[5]

## Verbreitung
Die weltweite Anbaufläche beträgt 2010 718 ha. Davon in Italien 654 ha und in den USA 64 ha.

### Italien – Südtirol

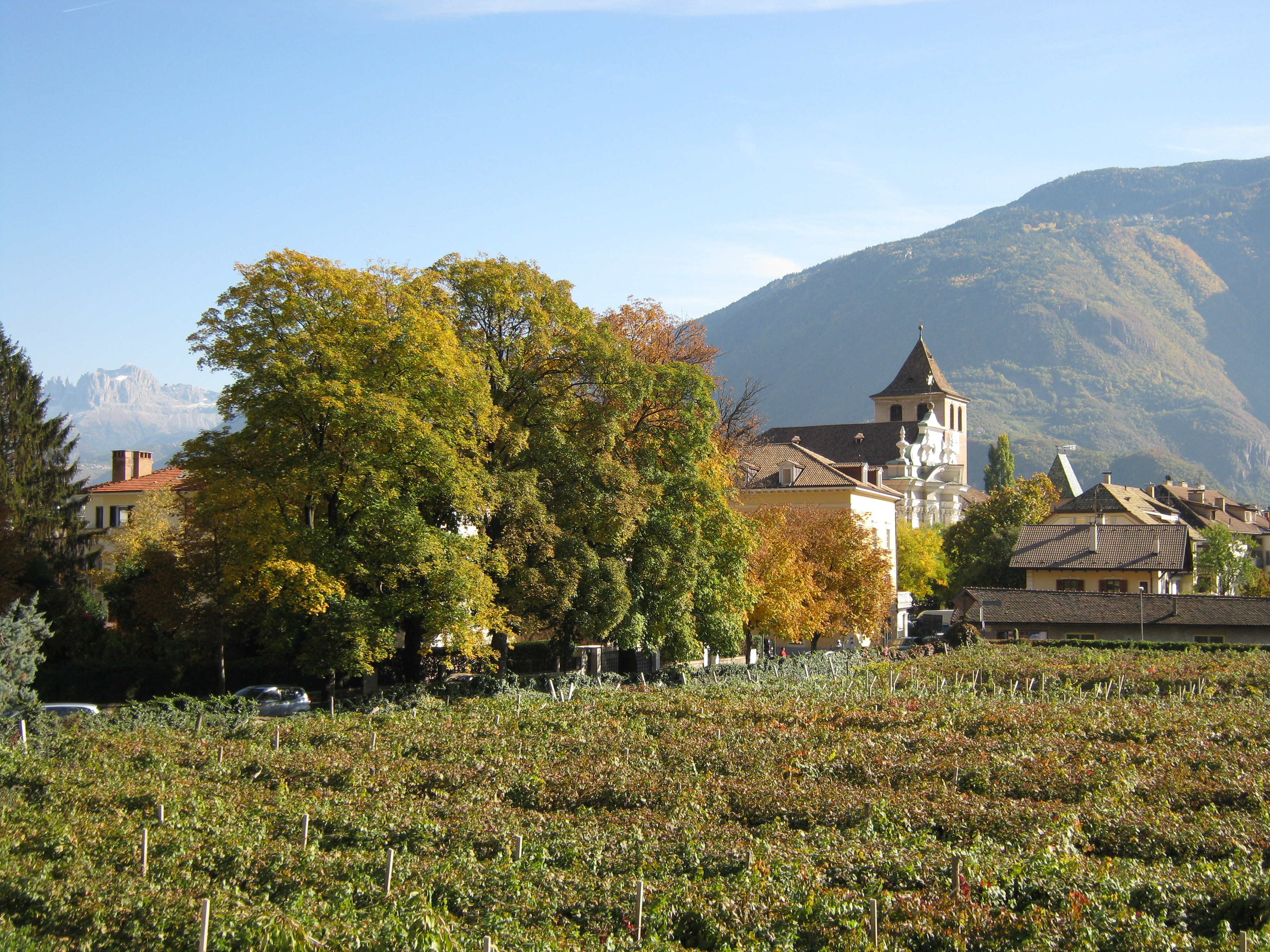
Grieser Weingärten vor der Stiftskirche

Die Sorte wurde 2018 in Südtirol auf 476 ha Fläche angebaut. Besonders bekannt sind die Lagen um den Bozner Stadtteil Gries, die in den letzten 100 Jahren durch die Stadterweiterung stark geschwunden sind.

## Wein
Die Lagrein-Traube bringt sehr dichte, dunkle, tanninreiche Weine mit markanter Gerbstoffstruktur. Hochwertige Weine werden vor allem auf Reben mit mäßigem Wachstum erzielt. Der Wein ist gut geeignet für den Ausbau im Holzfass. Wenn aus Lagreintrauben Rosé gemacht wird, darf er auch als Kretzer bzw. Lagrein Kretzer bezeichnet werden. Bereits im Mittelalter liegt der Ursprung dieser Art der Weinherstellung. Der Name „Kretzer“ wird von „Kretze“ abgeleitet, einem geflochtenen Weidenkorb, durch den in vorindustrieller Zeit der Most abgeseiht und von den Beerenhülsen getrennt wurde. Der Kretzer oder Kretzer Lagrein wird als Rosé als etwas zu dunkel beschrieben.

## Synonyme
12 bekannte Synonyme: Bauernlagrein, Burgundi Lagrein, Kurzstieliger, Lagarino, Lagrain, Lagrain Blauer, Lagrein Kretzer, Lagreindunkel, Lagreinkretzer, Lagrino, Lagroin, Langstieliger.